# Hans Bernhardt
Hans Bernhardt (Lipsia, 28 gennaio 1909 – Amsterdam, 29 novembre 1940) è stato un pistard tedesco.

## Palmarès

### Olimpiadi
- Bronzo a Amsterdam 1928 nel tandem.